# Upsweep
Als Upsweep wird ein Geräusch bezeichnet, welches seit 1991 durch Hydrophone von der National Oceanic and Atmospheric Administration mit Hilfe des Equatorial Pacific Ocean autonomous hydrophone array der U.S. Navy im Pazifischen Ozean registriert wird. Der Ort der Entstehung wird grob mit 54° S, 140° W angegeben. In diesem Gebiet sind seismische Aktivitäten vulkanischen Ursprungs bekannt.
Das Geräusch dauert jeweils einige Sekunden und ist wiederkehrend. Seine Lautstärke ist ausreichend, um im gesamten Pazifik gemessen zu werden. Dabei unterliegt die Intensität saisonalen Schwankungen mit Maxima im Frühjahr und Herbst.
Die Ursache dieses Geräuschs ist bisher unbekannt.